# Inchamakinna
Inchamakinna är en ö i republiken Irland.   Den ligger i grevskapet County Galway och provinsen Connacht, i den västra delen av landet, 220 km väster om huvudstaden Dublin. Arean är 0,72 kvadratkilometer.
Terrängen på Inchamakinna är mycket platt. Öns högsta punkt är 11 meter över havet. Den sträcker sig 1,3 kilometer i nord-sydlig riktning, och 1,0 kilometer i öst-västlig riktning.  Trakten runt Inchamakinna består i huvudsak av gräsmarker.